# Spoorlijn van de Sommebaai

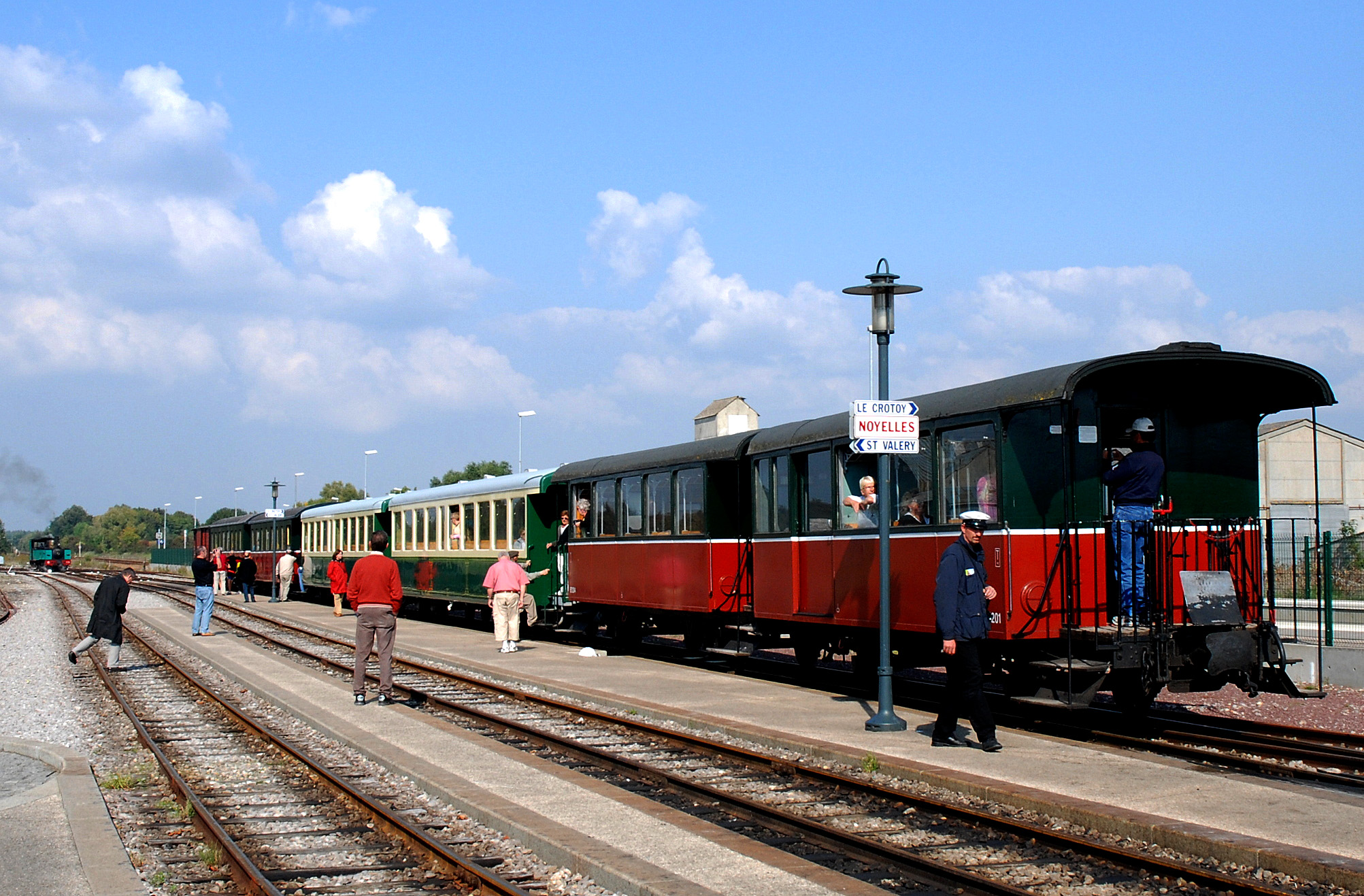
Trein in het station van Noyelles-sur-Mer

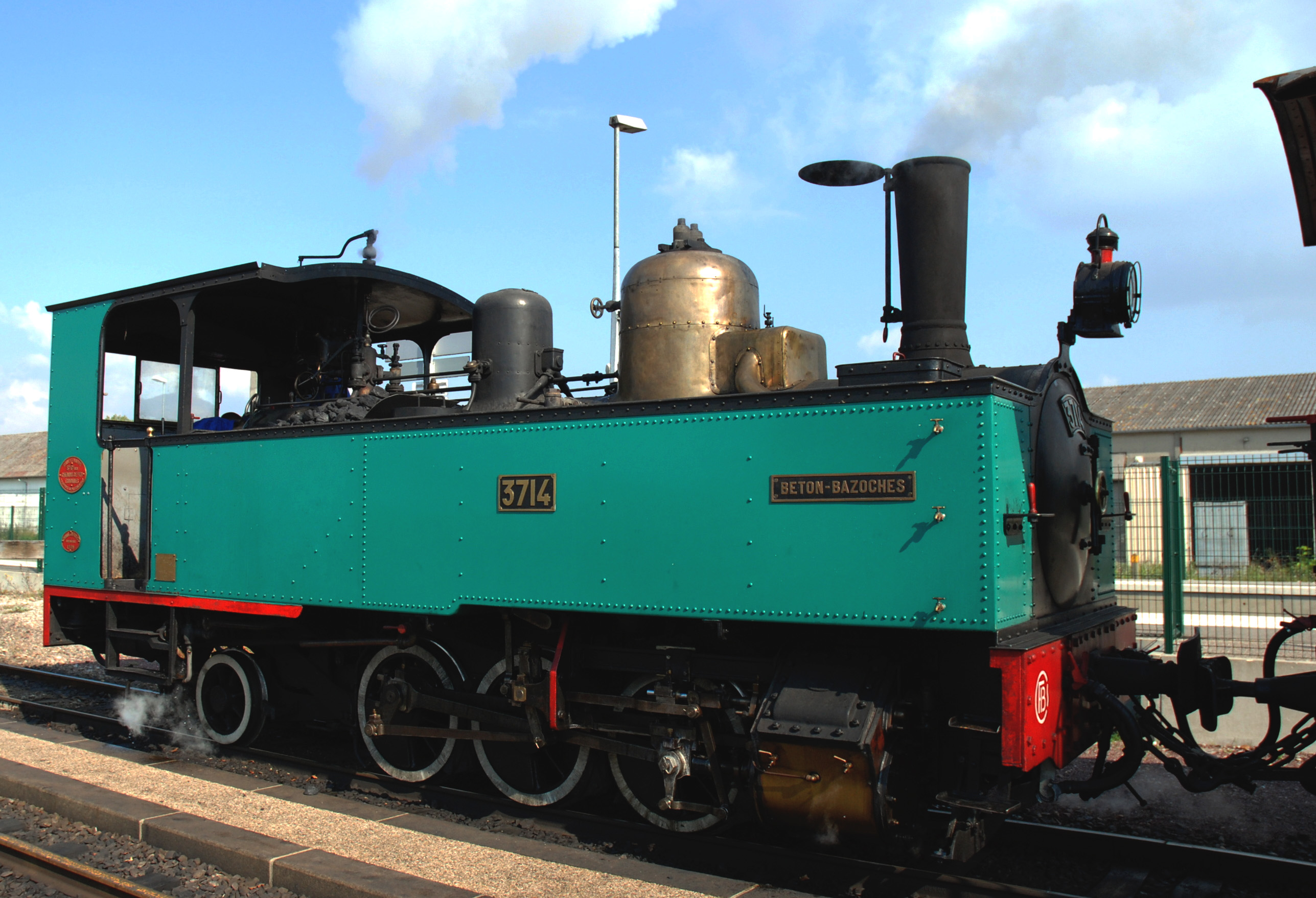
De stoomlocomotief van Buffaud & Robatel uit 1909

Normaalspoor met meterspoor binnen

De Spoorlijn van de Sommebaai (Frans: Chemin de Fer de la baie de Somme) is een spoorlijn aan de Baai van de Somme.
Deze spoorweg in meterspoor verbindt Cayeux-sur-Mer via Lanchères-Pendé en Saint-Valery-sur-Somme en Noyelles-sur-Mer met Le Crotoy. Ze werd in 1887 aangelegd en werd eind jaren 60 door spoorwegfanaten opnieuw in gebruik genomen. Tussen Noyelles-sur-Mer en Saint-Valery-sur-Somme heeft de spoorlijn vierrailig spoor: meterspoor binnen normaalspoor, dit spoor is onderdeel van de spoorlijn Noyelles-sur-Mer - Saint-Valery-Canal, aangelegd door de Compagnie des chemins de fer du Nord in 1856.
Een van de gebruikte stoomlocomotieven is de Beton-Bazoches (zie foto), door Buffaud & Robatel gebouwd in 1909.
